# Rhyphelia
Genre
Synonymes
- Soesilarishius Makhan, 2007

Rhyphelia est un genre d'araignées aranéomorphes de la famille des Salticidae.

## Distribution
Les espèces de ce genre se rencontrent en Amérique du Sud.

## Liste des espèces
Selon World Spider Catalog (version 25.0, 25/03/2024) :
- Rhyphelia albipes (Ruiz, 2011)
- Rhyphelia amrishi (Makhan, 2007)
- Rhyphelia aurifrons (Taczanowski, 1878)
- Rhyphelia barbado Nobre & Ruiz, 2024
- Rhyphelia bicrescens (Ruiz, 2013)
- Rhyphelia bilineata Nobre & Ruiz, 2024
- Rhyphelia brevistylus Nobre & Ruiz, 2024
- Rhyphelia cearensis (Ruiz, 2013)
- Rhyphelia chaplini (Ruiz, 2013)
- Rhyphelia cotriguacuensis Nobre & Ruiz, 2024
- Rhyphelia crispiventer (Ruiz, 2011)
- Rhyphelia cymbialis (Ruiz, 2011)
- Rhyphelia dromedarius (Ruiz, 2011)
- Rhyphelia elongatula (Ruiz & Sobrinho, 2016)
- Rhyphelia excentrica (Ruiz, 2013)
- Rhyphelia flagellator (Ruiz, 2013)
- Rhyphelia gallina Nobre & Ruiz, 2024
- Rhyphelia laticlavus (Ruiz & Sobrinho, 2016)
- Rhyphelia lunata (Ruiz, 2011)
- Rhyphelia macrochelis (Ruiz, 2013)
- Rhyphelia micacea (Zhang & Maddison, 2012)
- Rhyphelia minima (Ruiz, 2011)
- Rhyphelia muiratinga (Ruiz, 2013)
- Rhyphelia novalima Nobre & Ruiz, 2024
- Rhyphelia okay Nobre & Ruiz, 2024
- Rhyphelia otti Nobre & Ruiz, 2024
- Rhyphelia paxiuba (Ruiz, 2013)
- Rhyphelia planaria Nobre & Ruiz, 2024
- Rhyphelia ruizi (Zhang & Maddison, 2012)
- Rhyphelia spinipes (Ruiz, 2011)
- Rhyphelia tabernarius (Ruiz, 2013)
- Rhyphelia tocantinensis Nobre & Ruiz, 2024
- Rhyphelia trombetas (Ruiz & Sobrinho, 2016)
- Rhyphelia variegata Simon, 1902

## Systématique et taxinomie
Ce genre a été décrit par Simon en 1902 dans les Salticidae.
Soesilarishius a été placé en synonymie par Nobre et Ruiz en 2024.

## Publication originale
- Simon, 1902 : « Description d'arachnides nouveaux de la famille des Salticidae (Attidae) (suite). » Annales de la Société Entomologique de Belgique, vol. 46, p. 24-56 & 363-406 (texte intégral).